# Melchior Junius

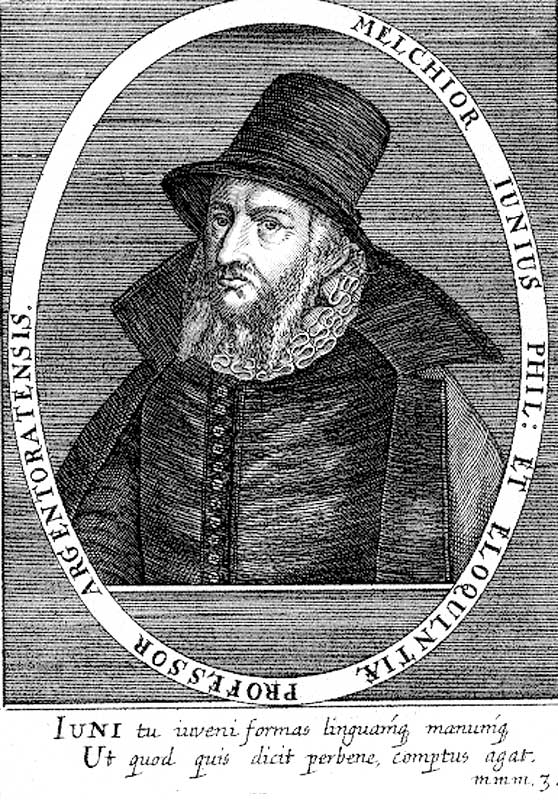
Melchior Junius

Melchior Junius, auch Jung, Jungk, Guncaeus (* 27. Oktober 1545 in Wittenberg; † 23. Januar 1604 in Straßburg), war ein deutscher Rhetoriker und Humanist.

## Leben
Melchior Junius wurde als Sohn des Rektors der Wittenberger Stadtschule Melchior Jung († 29. April 1561 in Senftenberg) und seiner Frau Anna, der Tochter des Johann Mantel II., geboren. Sein Vater, der aus Graustein bei Spremberg in Brandenburg stammte, hatte ab dem Wintersemester 1539 an der Universität Wittenberg studiert und war 1540 Rektor der Wittenberger Stadtschule geworden. Hier erwarb er sich 1541 den akademischen Grad eines Magisters und heiratete im Sommer desselben Jahres.
Sein Sohn hatte noch nicht das zweite Lebensjahr erreicht, wechselte er mit der Familie 1547 als Schulrektor nach Crossen, wo er bis 1550 blieb. Er kehrte 1551 an die Wittenberger Hochschule zurück, setzte theologische Studien fort und sein Sohn begann in Wittenberg die Schule zu besuchen. 1553 wurde sein Vater zum Pfarrer in Calau ordiniert und wechselte mit der Familie in gleicher Funktion 1556 nach Senftenberg. Sein Sohn begab sich 1559 an das Gymnasium in Straßburg, das unter dem Rektorat von Johannes Sturm stand. 1556 ging aus dem Gymnasium die Akademie Straßburg hervor und Junius begann in dieser auch seine Studienzeit.
Nachdem er sich 1574 den akademischen Grad eines Magisters erworben hatte, unternahm er eine Reise durch die bedeutendsten Universitätsstädte Frankreichs, Flanderns und Hollands. Zurückgekehrt nach Straßburg wurde er Professor der Rhetorik, war ab 1581 ständiger Rektor der Straßburger Akademie, bis die Hochschule 1593 das jährliche Rektorat einführte. Die umfangreichen Aufgaben, die er in seiner Position Tag und Nacht bewältigte, wirkten sich auch auf seine Gesundheit aus. 1600 erlitt er einen Schlaganfall wegen Überarbeitung, hatte einige Zeit mit den folgenden Lähmungserscheinungen zu kämpfen, erholte sich davon nicht mehr und starb.

## Wirken
Anlehnend an Sturms Beredsamkeitslehre von Cicero, überarbeitete Junius diese und setzte in dieser Überarbeitung neue Akzente. Neben Vorlesungen über die antiken Quellen der Rhetorik, bemühte er sich um die praktischen Redeübungen der Studenten, die er aus der aristotelischen Politikwissenschaft und den antiken Historikern zusammenstellte. Sein Werkschaffen charakterisiert eine eigenständige Möglichkeit in der Wissenschaftsgeschichte des deutschen Späthumanismus. Seine Politikwissenschaftlichen Ausführungen lehnen sich dabei, nicht wie damals üblich, allzu sehr an das Gesetz an, sondern veranschaulichen auch die ethisch – humanistische Komponente.

## Werkauswahl
- Actus tres Academiae reipublicae Argentoratensis I classicorum, II baccalaureorum, III magistrorum …, 1578
- In oratorem M. T. Ciceronis ad M. Brutum scholae, 1585
- Methodus eloquentiae…, 1585 und öfter
- Orationes aliquot ex Herodoti, Thucydidis, Xenophontis Livii itidem Caesaris et Salustii historiis…, 1586, 1611
- Scholae Rhetoricae, De Contexendarum Epistolarum Ratione 1587 und öfter Online bei MATEO
- Orationum quae Argentinensi in Ac. Exercitii gratia scriptae et recitatae…, 10 Bände, 1589–1603, 1606, 1611, 1620
- Artis dicendi praecepta secundum officii oratorii parrtes breviter ex Platone, Aristotle, Hermogene, Cicerone, herenniana magistro, Quintiliano congesta ac digesta…, 1594, 1605
- Ex M. T. Ciceronis orationibus loci aliquot communes eum in finem selecti atque esplicanti ut corundem tractandi ratio appareat, 1594
- Resolutio brevis orationum M. T. Ciceronis…, 1594
- Animorum conciliandorum et movendorum ratio …, 1596
- Manuale Epistolicum: Continens I. Selectarvm Epistolarvm ex M. T. Ciceronis Familiar. Volumina Tria; Cum Notis Variorum. II. Ex Plinii, Manvtii, & Mureti Epistolis. Volumen Unum, III. Formvlarvm Epistolarivm …
- Selectarum Epistolarum Ex M.T. Ciceronis Familiaribus …, 1597, 1683
- Oratorium ex historicis …, 1598
- Policarum quaestionum centum ac tredecim …, 1602, 1603, 1631

## Genealogie
Genealogisch ist anzumerken, dass er sich in erster Ehe am 11. Mai 1568 in Straßburg mit Magarethe († 1582), der Tochter des Straßburger Mitgliedes des großen Rates Christoph Riedlinger vermählt hatte. Seine zweite Ehe ging er am 16. Juli 1583 mit Barbara, der Witwe des Pfarrers Caspar Zickel († 1583), Tochter des Straßburger Bürgers Sebastian Hartmann ein. Aus seinen beiden Ehen sind zwei Söhne und eine Tochter hervorgegangen. Bekannt sind:
- Melchior Junius der Jüngere (1572–1613) wurde in Straßburg Professor der Rechte
- Magarethe Junius heiratete in

1. Ehe den Frankfurter/Main Notar Hans Jakob Steinheimer († 1613)
2. Ehe den Frankfurter/Main Drucker Johann Hofer († 1625)
3. Ehe den Frankfurter/Main Drucker Matthias Kempfer (1665)